# Emilia och Gustaf Carlbergs professur i idé- och lärdomshistoria
Emilia och Gustaf Carlbergs professur i idé- och lärdomshistoria vid Uppsala universitet tillkom 1932 genom en donation och var då Sveriges första lärostol i ämnet idé- och lärdomshistoria.
Till förste innehavare av professuren kallades samma år Johan Nordström. Till utbildningen litteraturhistoriker och lärjunge till den produktive Henrik Schück, brukar Nordström sägas vara grundläggaren av idé- och lärdomshistoria som självständig vetenskaplig disciplin i Sverige. Donationen kom från affärsmannen Gustaf Carlberg och kungjordes i nationalistisk anda den 6 november 1932, i samband med firandet av 300-årsdagen av Gustav II Adolfs dödsdag. Nordström hade visserligen skrivit om Gustav II Adolf men var egentligen politiskt radikal. Nordström grundade även Lärdomshistoriska samfundet 1934, dess årsbok Lychnos 1936 och dess skriftserie Lychnos-biblioteket.
Nordström efterträddes 1957 av sin lärjunge Sten Lindroth, känd bland annat för sin Svensk lärdomshistoria i fyra delar och sin historiska skildring av Kungliga Vetenskapsakademiens tidigaste historia. Lindroth var även ledamot av Svenska Akademien. Tredje innehavare av tjänsten (1981–1996) var Gunnar Eriksson, som är botanikhistoriker och även bland annat skrivit flera större arbeten om Olof Rudbeck d.ä. Gunnar Eriksson hade redan sedan 1970 varit förste innehavare av en professur i idéhistoria vid Umeå universitet.
Eriksson efterträddes 1996 av Karin Johannisson, som huvudsakligen gjort sig känd som medicinhistoriker. Johannisson följdes i sin tur av Sven Widmalm 2011.